# Гомес-Фариас (муниципалитет Чиуауа)
Го́мес-Фари́ас (исп. Gómez Farías) — муниципалитет в Мексике, штат Чиуауа с административным центром в посёлке Валентин-Гомес-Фариас. Численность населения, по данным переписи 2010 года, составила 8624 человека.

## Общие сведения
Название Gómez Farías дано в честь мексиканского президента Валентина Гомеса Фариаса.
Площадь муниципалитета равна 853 км², что составляет 0,34 % от общей площади штата, а наивысшая точка — 2332 метра, расположена в поселении Эль-Хараль.
Он граничит с другими муниципалитетами штата Чиуауа: на севере Игнасио-Сарагосой, на востоке с Намикипой, на юге с Темосачиком, и на западе с Мадерой.

## Учреждение и состав
Муниципалитет был образован 7 декабря 1951 года, в его состав входит 26 населённых пунктов, самые крупные из которых:
| Код INEGI | Населённый пункт                                                                    | Численность населения (2005 год) | Численность населения (2010 год) |
| --------- | ----------------------------------------------------------------------------------- | -------------------------------- | -------------------------------- |
| 025       | Всего                                                                               | 7583                             | 8624                             |
| 0001      | Валентин-Гомес-Фариас (исп. Valentín Gómez Farías) 29°21′25″ с. ш. 107°44′16″ з. д. | 4389                             | 5330                             |
| 0012      | Пенья-Бланка (исп. Peña Blanca) 29°17′19″ с. ш. 107°42′43″ з. д.                    | 1099                             | 1092                             |
| 0021      | Сан-Хосе-Бабикора (исп. San José Babícora) 29°15′04″ с. ш. 107°45′07″ з. д.         | 620                              | 667                              |
| 0016      | Ла-Пинта (исп. La Pinta) 29°13′52″ с. ш. 107°40′15″ з. д.                           | 619                              | 657                              |
| 0011      | Пабло-Амая (исп. Pablo Amaya (La Martha)) 29°28′41″ с. ш. 107°49′49″ з. д.          | 435                              | 453                              |

## Экономика
По статистическим данным 2000 года, работоспособное население занято по секторам экономики в следующих пропорциях: сельское хозяйство, скотоводство и рыбная ловля — 24,5 %, промышленность и строительство — 37,5 %, сфера обслуживания и туризма — 34,8 %, прочее — 3,2 %.

## Инфраструктура
По статистическим данным 2010 года, инфраструктура развита следующим образом:
- электрификация: 99,1 %;
- водоснабжение: 99,4 %;
- водоотведение: 87,4 %.

## Фотографии

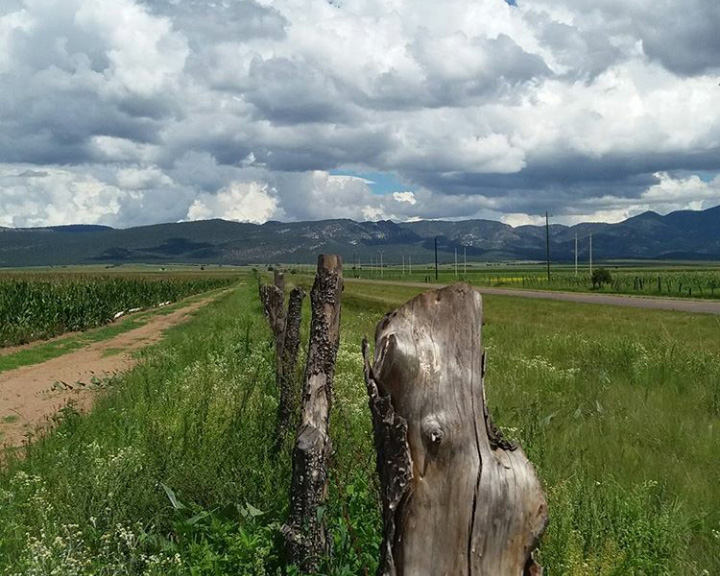
Пригород Сан-Хосе-Бабикора
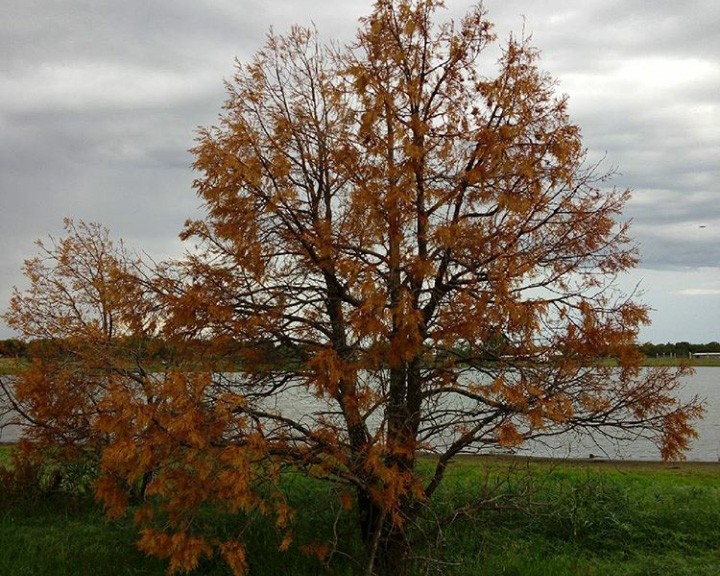
Природа муниципалитета
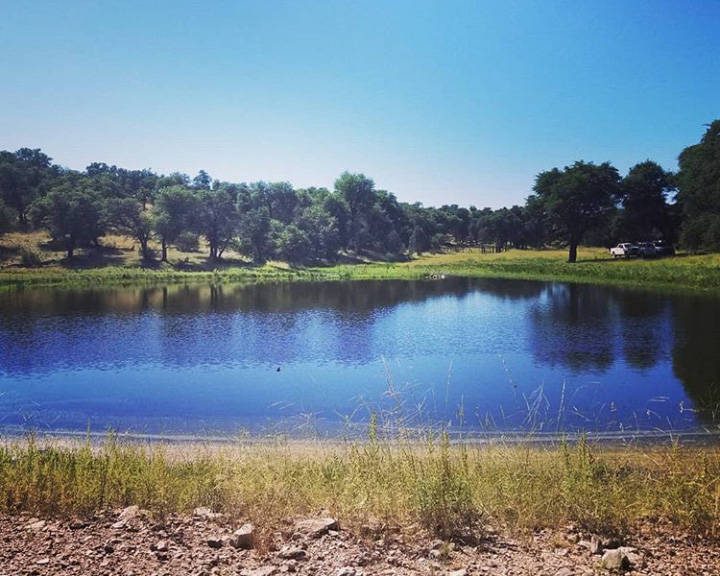
Озеро около Пенья-Бланки